# كامل السعيد
كامل حامد سعيد السعيد، (أبو خالد)، سياسي وقانوني وأستاذ جامعي ووزير أردني من أصلٍ فلسطيني، من مواليد مدينة طولكرم الفلسطينية، شغل منصب وزير الدولة الأردني لشؤون رئاسة الوزراء والتشريع في حكومة فايز الطراونة الثانية منذ 2 مايو 2012 وحتى 6 أكتوبر 2012، وكان عضوًا في المحكمة الدستورية الأردنية منذ 6 أكتوبر 2012 وحتى 6 أكتوبر 2018.

## نشأته وتحصيله العلمي
وُلد كامل حامد سعيد السعيد في مدينة طولكرم بالضفة الغربية لعائلة فلسطينية من بلدة بيت ليد في قضاء طولكرم. تلقى تعليمه في مدارس بيت ليد ثم في مدارس بلدة عنبتا القريبة، ثم درس المرحلة الثانوية في المدرسة الفاضلية التاريخية في مدينة طولكرم حيث حصل منها على الشهادة الثانوية. والده حامد كان معلمًا في مدارس طولكرم وتُوفي عندما كان كامل بعمر الرابعة عشر.
التحق كامل بجامعة دمشق عام 1964 ونال منها شهادة الليسانس في الحقوق عام 1968 حاصلًا على المرتبة الأولى. وفي عام 1968 التحق بجامعة القاهرة وحصل منها عام 1969 على دبلوم الدراسات العليا في العلوم الجنائية، وفي عام 1969 التحق مُجددًا بجامعة القاهرة ونال منها عام 1970 دبلوم الدراسات العليا في القانون، فأصبح بذلك يحمل درجة الماجستير في القانون. وفي عام 1977 التحق من جديد بجامعة القاهرة حيث نال منها درجة الدكتوراه في الحقوق عام 1979 برسالة بعنوان "النظرية العامة لجرائم التهريب الجمركي".

## حياته العملية
بدأ حياته العملية عام 1958 عندما عينه وزير المواصلات الأردني هاشم الجيوسي موظفًا في دائرة ميناء العقبة وقد استمر فيها لسنتين، ثم انتقل للعمل في وزارة المواصلات الأردنية حتى عام 1969، ثم عمل في ديوان الخدمة المدنية الأردني.
بعد أن نال شهادة الماجستير عام 1970 عمل في وزارة المالية الأردنية كما كان قاضيًا في المحكمة الجمركية البدائية الأردنية منذ عام 1971 ولغاية عام 1977، وقدم برنامج "القانون والمجتمع" على شاشة التلفزيون الأردني منذ منتصف السبعينات وحتى عام 1993.
وبعد حصوله على درجة الدكتوراه عام 1979 فقد بدأ العمل في 1 أكتوبر 1979 أستاذًا مساعدًا للحقوق في الجامعة الأردنية، وفي 5 يناير 1991 نال رتبة الأستاذية في القانون الجنائي ليكون أول أردني يحصل على رتبة الأستاذية في القانون الجنائي، كما عمل منذ عام 1984 محاميًا متخصصًا في القضايا الجنائية، وعمل عام 1993 عميدًا لكلية الحقوق في جامعة عمان الأهلية لمدة عام.
في يوليو 1997 ترك العمل في الجامعة الأردنية حيث أصبح منذ 15 يوليو 1997 قاضيًا في محكمة التمييز الأردنية حتى استقالته منها في 31 أكتوبر 1998، ثم عمل أستاذًا في كلية الحقوق في جامعة الزيتونة الأردنية منذ 1 يناير 1999 وحتى 31 ديسمبر 2003.
في عام 2004 عاد للعمل في الجامعة الأردنية وبقي فيها حتى 11 سبتمبر 2010، شغل خلالها منصب عميد كلية الحقوق فيها منذ 22 أغسطس 2005 وحتى 22 أغسطس 2007.
في 2 مايو 2012 شغل منصب وزير الدولة الأردني لشؤون رئاسة الوزراء والتشريع في حكومة فايز الطراونة الثانية حتى 6 أكتوبر 2012.
في 6 أكتوبر 2012 أدى اليمين الدستورية أمام الملك الأردني عبد الله الثاني بن الحسين عضوًا في أول محكمة دستورية في الأردن واستمر بذلك حتى 6 أكتوبر 2018.
السعيد وهو عضوًا في نقابة المحامين الأردنيين وعضوًا في نادي خريجي المدرسة الفاضلية بطولكرم.

## جوائز
- جائزة الدولة التقديرية الأردنية في العلوم الإنسانية والاجتماعية، للعام 1993، حيث تسلمها في 31 ديسمبر 1993 من قبل الملك الأردني الحسين بن طلال في احتفالٍ رسميٍ في الديوان الملكي الأردني.[2][5][4]

## مؤلفاته
أصدر كامل السعيد مجموعة من الكتب المطبوعة في مجالات القانون.